# Miasto Supetar
Miasto Supetar (chorw. Grad Supetar) – jednostka administracyjna w Chorwacji, w żupanii splicko-dalmatyńskiej. W 2011 roku liczyła 4074 mieszkańców.